# 朱启平
朱启平（1915年11月—1993年）原名朱祥麟，祖籍中国浙江海盐，生于上海。中国记者。

## 简历
- 1915年11月生于上海。
- 1933年毕业于南京金陵中学，考入北平燕京大学医学预科。
- 1935年，投身一二九运动，为燕京大学游行领队之一，后作为学生代表南下向国民政府请愿抗日。后申请改读新闻。
- 1937年七七事变爆发，至重庆入读复旦大学新闻系。
- 1940年秋加入重庆《大公报》，后被派往昆明采访滇缅公路通车新闻。
- 1945年由《大公报》派往美国太平洋舰队任随军记者，期间写成《硫磺地狱》、《冲绳激战》、《塞班行》、《琉球新面目》、《鹰扬大海》等战地通讯。
- 1945年9月2日，亲历在密苏里号举行的日本签字投降仪式，发回长篇通讯《落日》。此后被派往美国任驻美特派员兼驻联合国记者。
- 1949年中华人民共和国成立前，同妻子经香港返回中国。参与创办《英文参考消息》。
- 1951年7月前往朝鲜采访朝鲜战争停战谈判。1953年7月27日停战协定最终签字后回国，任香港《大公报》驻北京记者。
- 1957年被划为“右派分子”，遣送黑龙江虎林县劳改。1960年经廖承志提名，调张家口解放军外国语学院教授外语。
- 1978年调任香港《大公报》编辑部副主任。
- 1979年，右派问题得到平反改正。
- 1985年退休。1990年移居美国加利福尼亚。1993年末病逝家中。